# Hub (Pakistan)
Hub (in urdu: حب) è una città del Pakistan, situata nella provincia del Belucistan.